# 奧里諾河

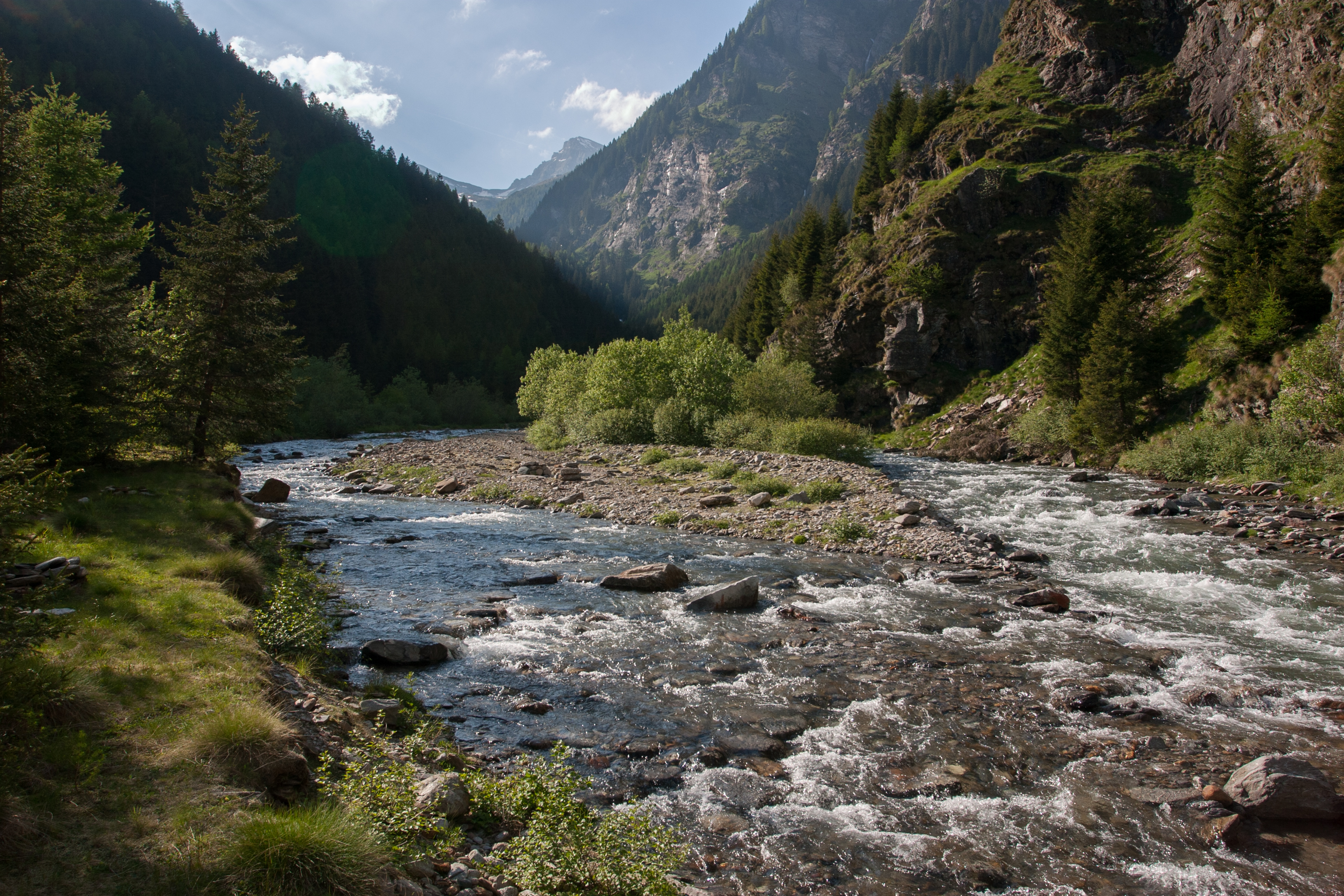

奧里諾河是瑞士的河流，位於該國南部，流經提契諾州，屬於布倫諾河的左支流，河道全長15.6公里，流域面積71.7平方公里，河畔城鎮有塞拉瓦萊。